# Glaphyrina
A Glaphyrina a csigák (Gastropoda) osztályának Sorbeoconcha rendjébe, ezen belül a kürtcsigafélék (Buccinidae) családjába tartozó nem.
A Glaphyrina-fajok Új-Zéland endemikus élőlényei. Az állatok 80-110 méter mélységben élnek.

## Rendszerezés
A nembe az alábbi fajok tartoznak:
- Glaphyrina caudata típusfaj (Quoy & Gaimard, 1833) - szinonimája: Fusus vulpicolor G.B. Sowerby II, 1880
- Glaphyrina plicata Powell, 1929)

### Fordítás
- Ez a szócikk részben vagy egészben  a   Glaphyrina című angol Wikipédia-szócikk fordításán alapul.  Az eredeti cikk szerkesztőit annak laptörténete sorolja fel. Ez a jelzés csupán a megfogalmazás eredetét és a szerzői jogokat jelzi, nem szolgál a cikkben szereplő információk forrásmegjelöléseként.